# Nyeds församling
Nyeds församling var en församling i Karlstads stift och i Karlstads kommun. Församlingen uppgick 2006 i Alster-Nyedsbygdens församling.

## Administrativ historik
Församlingen bildades 1595 genom utbrytningar ur Nedre Ulleruds församling, Väse församling, Östra Fågelviks församling, Alsters församling och Färnebo församling. 1661 utbröts Brattfors församling och 16 december 1819 Älvsbacka församling.
Församlingen ingick till 15 februari 1608 i pastorat med Kils församling som moderförsamling för att därefter till var till 16 december 1819 utgöra ett eget pastorat. Från 16 december 1819 till 2006 moderförsamling i pastoratet Nyed och Älvsbacka som från 1962 även omfattade Alsters församling. Församlingen uppgick 2006 i Alster-Nyedsbygdens församling.

## Organister
| Period    | Namn                            | Levnadstid | Övrigt   |
| --------- | ------------------------------- | ---------- | -------- |
| 1725–1730 | Hans Valentin Leiditz           | 1703–1779  | Organist |
| 1731–1733 | Augustus Franciscus Pauli       | ?          | Organist |
| 1733–1763 | Erik Trana (den yngre)          | 1692–1763  | Organist |
| 1767–1786 | Olof Torbjörnsson               | 1743–1810  | Organist |
| 1786–1832 | Magnus Wennerstrand (den äldre) | 1760–1832  | Organist |
| 1832–1834 | Elias Wennerstrand              | 1789–1852  | Organist |
| 1834–1853 | Gustaf Boultrop Nilson (Nilzon) | 1777–1853  | Organist |
| 1853–1883 | Anders Hindrikson               | 1821–1883  | Organist |

## Kyrkor
- Nyeds kyrka